# Sonny Vaccaro
John Paul Vincent Vaccaro, detto Sonny (Trafford, 23 settembre 1939), è un dirigente d'azienda e docente statunitense, specializzato nel marketing sportivo.

## Biografia
È nato a Trafford, in Pennsylvania, dall'italiano Natale Vaccaro, emigrato da Falerna, in provincia di Catanzaro in Calabria, e da Margaret Michelline Mastroianni; ha un fratello minore di nome James, detto Jimmy o Chunch. Vaccaro studiò Educazione fisica alla Youngstown State University, in Ohio, laureandosi nel 1962. Insegnante di scuola superiore, nei primi anni sessanta iniziò a organizzare tornei di basket per scuole superiori locali nella natia Pennsylvania. Nel 1965, supportato dall'amico promoter Pat DiCesare, Vaccaro riuscì a organizzare a Pittsburgh una partita all-star in cui far giocare i migliori talenti del basket scolastico statunitense. Tale incontro, disputato il 26 marzo 1965 e finanziato dalla Dapper Dan Charities, vide affrontarsi due squadre chiamate National All-Stars e Pennsylvania All-Stars e fu la prima edizione di quello che diverrà noto come Roundball Classic.
Nel 1977, dopo essere venuto a conoscenza del fatto che i ragazzi che avevano preso parte all'evento lamentavano il bisogno di una calzatura in gomma per l’estate, Vaccaro contattò un amico calzolaio, tale Bobby DiRinaldo, e, dopo aver realizzato 89 versioni di una calzatura che secondo lui avrebbe potuto rispondere allo scopo, si recò nel quartier generale della Nike, a quel momento un’azienda che fatturava 28 milioni di dollari l’anno. La sua idea di sandalo in gomma fu bocciata dal management dell'azienda, ma Vaccaro fece un'impressione così buona da far sì che i dirigenti Nike lo interpellassero circa un modo per poter entrare nel mercato del basket scolastico e universitario statunitense, un settore in cui era vietato, per un'azienda, sponsorizzare i singoli giocatori. L'idea di Vaccaro di pagare gli allenatori perché fornissero scarpe Nike ai loro atleti, fu così semplice e così di successo, che Vaccaro divenne in poco tempo l'uomo d'oro del marketing sportivo Nike, la quale grazie a lui riuscì a fare breccia nel basket universitario divenendo in brevissimo tempo un brand popolarissimo.
Vaccaro divenne ancor più noto nell'ambiente quando, tra tutti gli atleti presenti al Draft del 1984, decise di puntare su Michael Jordan, riuscendo a convincere la Nike, il cui fatturato annuo era nel frattempo salito a 834 milioni di dollari, a mettere sotto contratto il cestista, fino ad allora orientato verso Adidas, creando poi il brand Air Jordan. Sempre nel 1984, con la sponsorizzazione di Nike, Vaccaro fondò l'ABCD Camp, un campo estivo per studenti di scuole superiori dedicato al basket, da cui passarono alcune delle future stelle di quello sport, tra cui Kobe Bryant, Dwight Howard e LeBron James, e che si tenne ogni anno fino al 2007, risultando essere una vera e propria vetrina per i futuri giocatori professionisti.
Nel 1991 Vaccaro lasciò la Nike e, dopo un anno e mezzo in cui si tenne lontano dal mondo delle sneaker, iniziò lavorare per Adidas, riuscendo poi a far firmare Kobe Bryant, proprio durante un'edizione dell'ABCD Camp, per il marchio tedesco. Il rapporto con l'azienda si interruppe nel 2003, quando non fu trovato un accordo tra Adidas e LeBron James, poiché l'azienda, a quanto dice Vaccaro, offrì al giocatore una somma inferiore a quanto egli avesse prospettato a James, che infine scelse Nike. Nel 2007, dopo quattro anni di collaborazione con Reebok, Vaccaro lasciò il mondo del marketing sportivo, dedicandosi invece all'organizzazione di lezioni, visite e interviste per raccontare quanto sia secondo lui ingiusto che la NCAA imponga lo status di amatori agli studenti-atleti del college. Vaccaro vive oggi a Santa Monica, in California.

## Nella cultura di massa
Nel 2015 ESPN ha realizzato un documentario della serie 30 for 30 su Vaccaro, mandandolo in onda per la prima volta il 16 aprile dello stesso. Il documentario era in particolare incentrato sull'effetto deleterio dell'immissione di così tanti soldi nel marketing degli sport universitari.
Nel 2023 Ben Affleck e Matt Damon hanno prodotto un film, intitolato Air - La storia del grande salto, sulla messa sotto contratto di Michael Jordan da parte della Nike nel 1984, e sulla nascita del marchio Air Jordan. Nel film, Vaccaro è impersonato da Matt Damon.